# Шліхтингова (гміна)
Гміна Шліхтингова (пол. Gmina Szlichtyngowa) — місько-сільська гміна у північно-західній Польщі. Належить до Всховського повіту Любуського воєводства.
Станом на 31 грудня 2011 у гміні проживало 5109 осіб.

## Площа
Згідно з даними за 2007 рік площа гміни становила 99.74 км², у тому числі:
- орні землі: 63.00%
- ліси: 28.00%

Таким чином, площа гміни становить 15.96% площі повіту.

## Населення
Станом на 31 грудня 2011:
| Опис     | Загалом | Загалом | Чоловіки | Чоловіки | Жінки | Жінки |
| -------- | ------- | ------- | -------- | -------- | ----- | ----- |
| одиниця  | осіб    | %       | осіб     | %        | осіб  | %     |
| все      | 5109    | 100     | 2557     | 50.05    | 2552  | 49.95 |
| міське   | 1314    | 100     | 641      | 48.78    | 673   | 51.22 |
| сільське | 3795    | 100     | 1916     | 50.49    | 1879  | 49.51 |

## Сусідні гміни
Гміна Шліхтингова межує з такими гмінами: Всхова, Глогув, Котля, Нехлюв, Пенцлав, Слава.